# Autostrada A11 (Italia)
L'autostrada A11, nota anche come Firenze-Mare, collega Firenze fino a Pisa presso il litorale tirrenico centro settentrionale, attraversando la pianura dell'Arno, densamente popolata e industrializzata con la piana di Prato e Pistoia, la Valdinievole e la piana di Lucca. Lunga 81,2 km, è interamente gestita da Autostrade per l'Italia.
Una diramazione di 18 km, la cosiddetta bretella, costruita negli anni 1970, si innesta a Lucca e arriva a Viareggio, agevolando il collegamento con l'autostrada A12 in direzione Genova. 
Nella numerazione delle strade europee la A11 è la E76. L'arteria è la più trafficata della Toscana.

## Storia

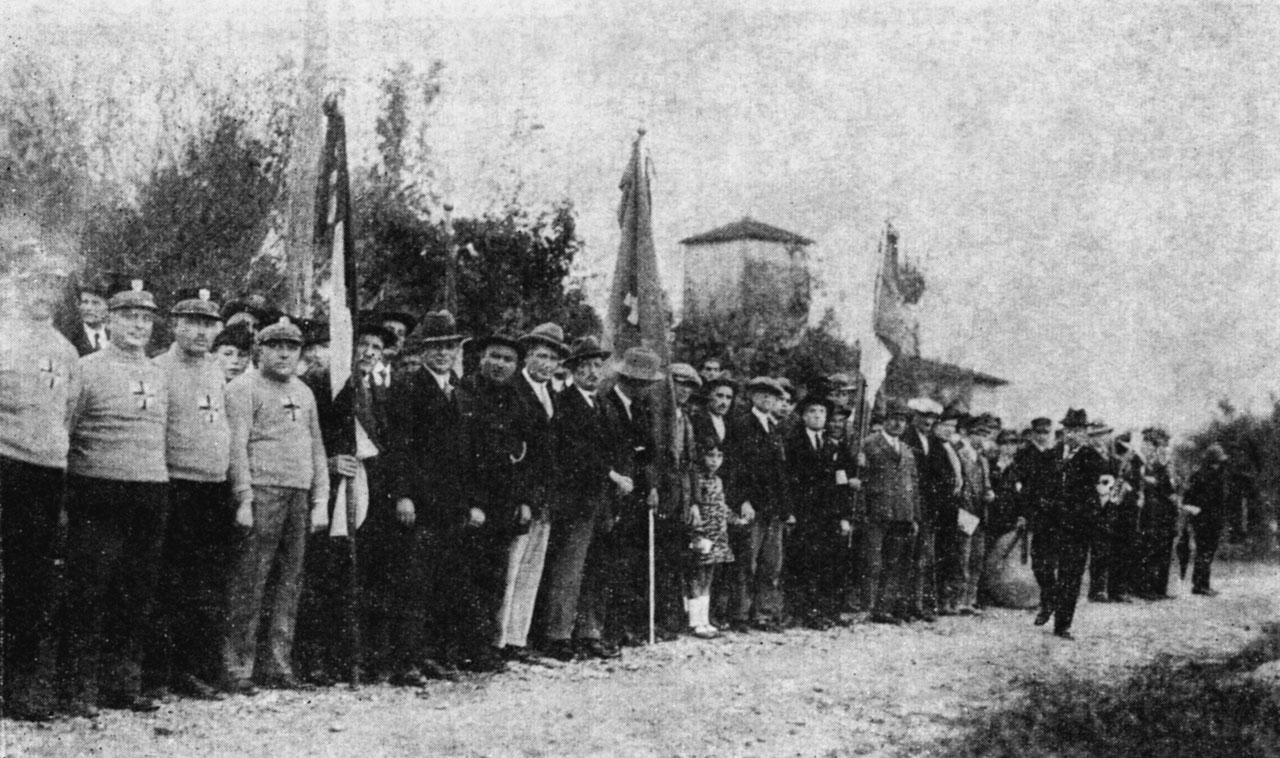
Cerimonia di posa della prima pietra dell'Autostrada nel 1928

Cronologicamente, è la nona autostrada italiana, costruita durante il ventennio fascista dopo l'autostrada dei laghi Milano-Varese del 1924 (oggi A8), l'autostrada dei laghi Lainate-Como del giugno 1925 (oggi A9), il raccordo Gallarate-Sesto Calende del settembre 1925 (oggi A8/A26), l'autostrada Milano-Bergamo del 1927 (oggi tratta dell'A4), la Roma-Lido di Ostia del 1928 (oggi declassificata a Strada Statale n. 8), la Napoli-Pompei del 1929 (tratta A3), la Bergamo-Brescia del 1931 (tratta A4) e la Torino-Milano del 1932 (tratta A4)
Fu realizzata negli anni dal 1928 al 1932 per iniziativa dell'EAT (Ente per le Attività Toscane), che aveva l'appoggio del Sottosegretario alle Comunicazioni Alessandro Martelli, del federale di Lucca Carlo Scorza e di Alessandro Pavolini, allora segretario della federazione provinciale del PNF di Firenze.
Scopo della nuova arteria autostradale era, oltre a migliorare la rete viaria regionale, quello di creare un collegamento turistico veloce tra Firenze, Montecatini Terme (allora località molto in voga) e la costa della Versilia. La progettazione del tracciato fu opera di tre "luminari" del tempo, ossia gli ingegneri Bartolini del Genio Civile di Firenze; Frosali, capo dell'ufficio tecnico della Provincia di Firenze e Marrucchi.
La nuova autostrada fu costruita dalla società "Le autostrade toscane" e i lavori furono effettuati dalle ditte degli imprenditori Saverio Parisi e Piero Puricelli (quest'ultimo tra gli ideatori della Milano-Laghi). La realizzazione, sebbene effettuata in tempi veloci per l'epoca, vide però anche alcuni fatti di malcostume e qualche scontro con i proprietari dei terreni tagliati dalla nuova arteria: in alcuni casi, qualche possidente particolarmente potente riuscì persino a fare modificare il progetto originale per tutelare i propri interessi.
Non mancarono proteste da parte della popolazione locale: a Prato si disse che l'autostrada avrebbe impedito lo sviluppo a sud della città e che avrebbe sottratto terre fertili alle attività agricole, utili in piena "battaglia del grano" mentre l'autostrada sarebbe stata a vantaggio solo dei ricchi che andavano in ferie a Viareggio o a Forte dei Marmi.
Il costo della Firenze-Mare fu di 120 milioni di lire dell'epoca, quasi tutto a carico degli enti locali e di alcuni privati: lo Stato assicurò poi solo una cifra modesta per i lavori di manutenzione, che ricadevano sempre sugli enti locali (anche quelli senza casello) attraversati dall'autostrada.

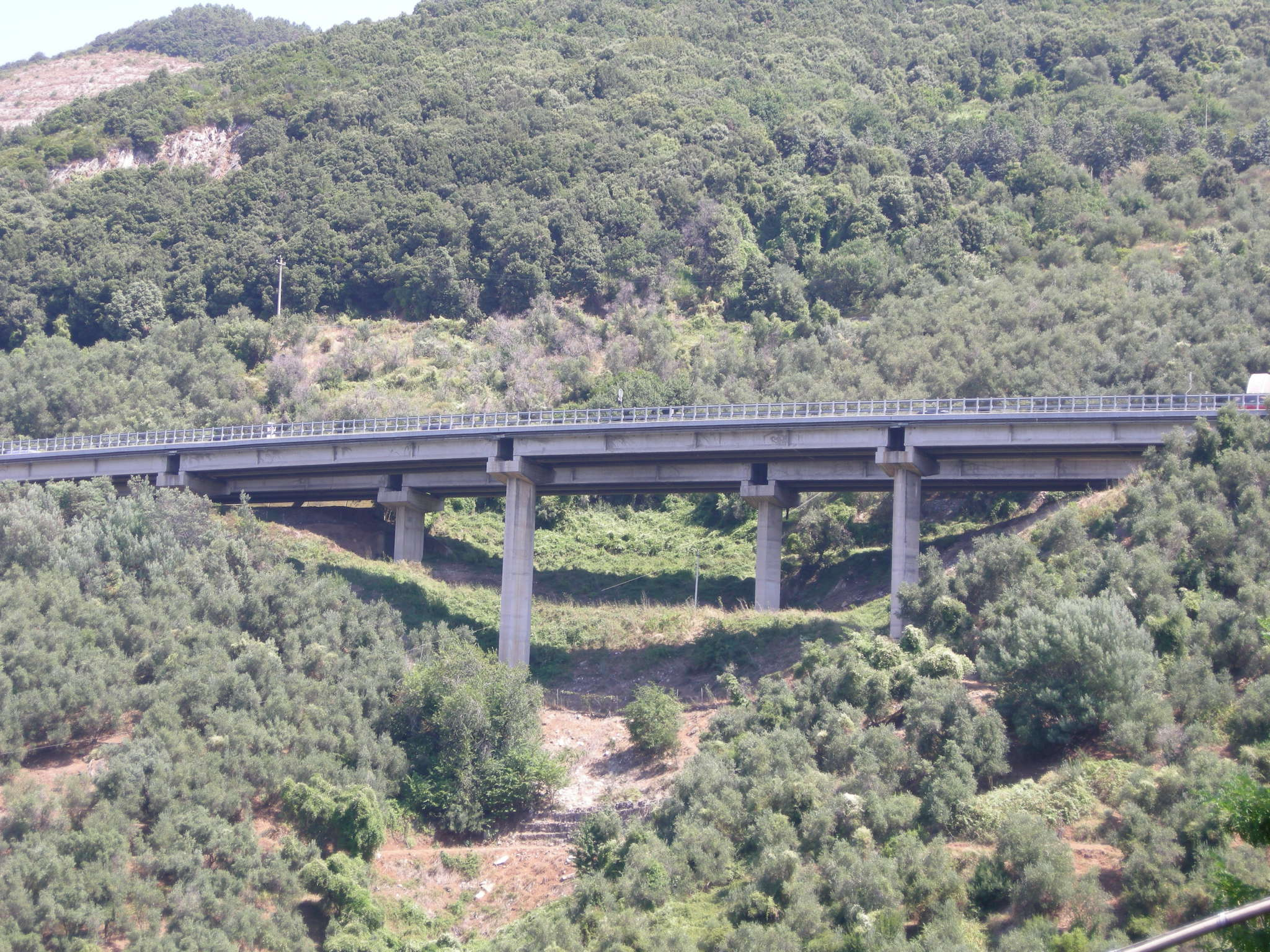
Cavalcavia della bretella A11/A12 presso Massarosa

L'inaugurazione "ufficiale" si ebbe il 5 agosto 1933 con l'apertura dell'ultimo tratto tra Lucca e Migliarino Pisano; l'autostrada allora era a una sola carreggiata di otto metri di larghezza (il raddoppio avverrà tra il 1961 e il 1962) e collegava Firenze con Migliarino Pisano, seguendo l'attuale tracciato, con due eccezioni.
Una è il tratto nel comune di Prato tra il ponte sul Bisenzio e quello sul Calice: nel 1961 in occasione del raddoppio, furono infatti ascoltate le osservazioni dell'amministrazione comunale pratese, che rinnovò le lamentele del periodo fascista che accusavano l'autostrada di impedire l'espansione della città laniera a sud (allora in pieno boom economico e demografico) e fu realizzato un nuovo percorso più a mezzogiorno, in aree ancora a conduzione agricola e lontane dall'abitato. Il vecchio tracciato è oggi il Viale Leonardo da Vinci, noto anche come "la declassata", che parte dal confine comunale con Campi Bisenzio e termina a quello con Agliana.

L'altra eccezione è un tratto nei pressi di Ripafratta, tra Lucca e Migliarino Pisano: sempre in occasione del raddoppio nel 1962 il vecchio ponte sul Serchio e circa 1 km di strada prima e dopo di esso sono stati chiusi al traffico e mai più riaperti, e sostituiti da un nuovo percorso, comprendente un nuovo ponte, a poca distanza, a nord-ovest di quello originale. Il 2 agosto 2020, il ponte del vecchio tracciato insistente sulla ferrovia Lucca-Pisa e sulla SS 12 è stato fatto brillare.

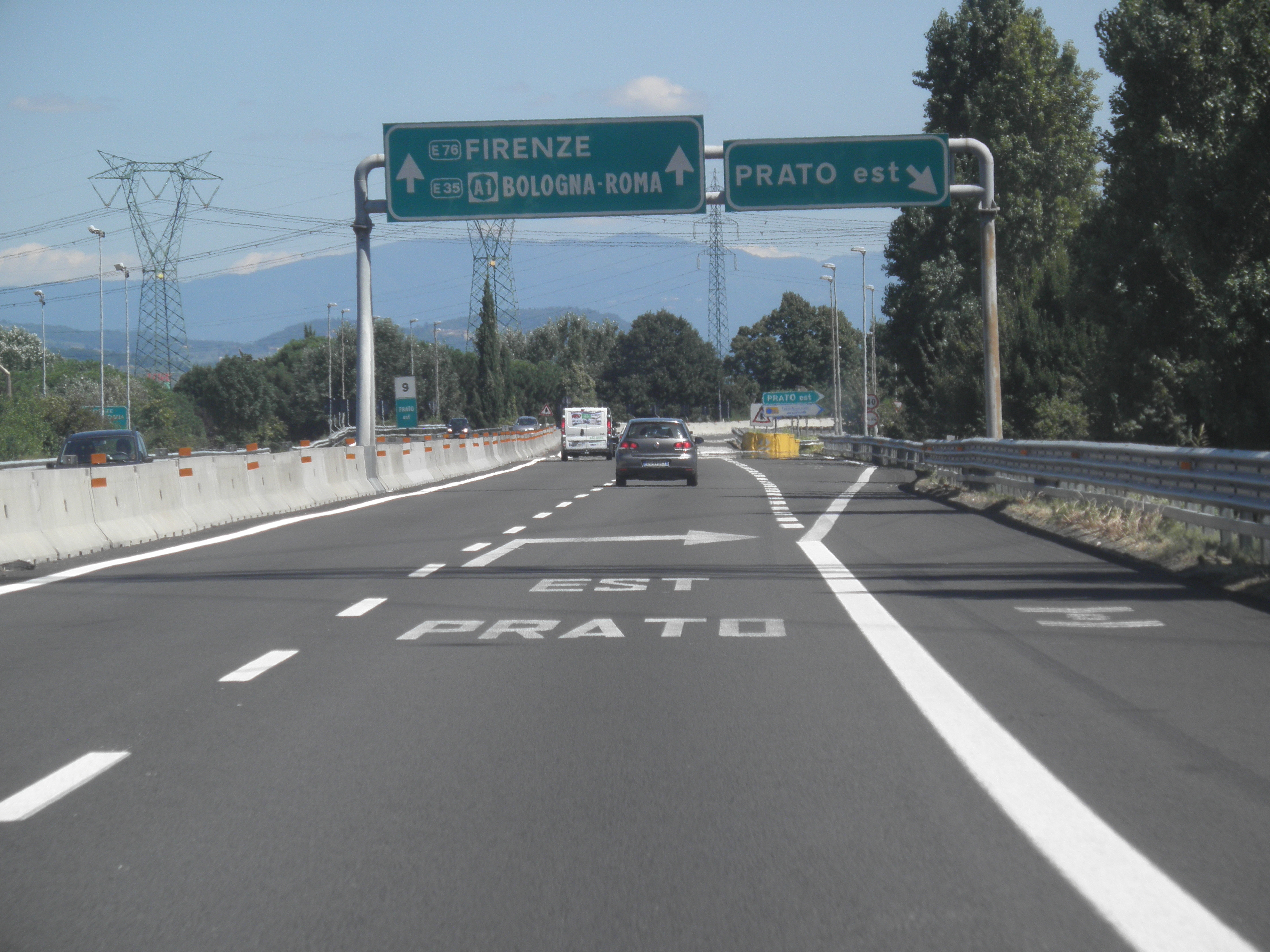
L'autostrada in direzione Firenze al km 9.

Al momento dell'apertura, la Firenze-Mare annoverava i caselli di Firenze (la rampa di accesso era l'attuale Viale Luigi Gori e il casotto del pedaggio era esattamente all'altezza dell'aeroporto), Prato, Pistoia, Monsummano Terme (poi soppresso), Montecatini Terme, Chiesina Uzzanese, Altopascio, Lucca e Migliarino, dove l'autostrada si connetteva alla statale Aurelia.
Nonostante le pompose aspettative dei promotori, l'autostrada ebbe all'inizio un debutto molto difficile: il progetto era indubbiamente valido e intelligente, ma forse un po' troppo avanti con i tempi, data l'ancora debole motorizzazione dell'Italia e il relativamente scarso movimento turistico degli italiani, salvo le fasce sociali medio-alte. A ciò si aggiungevano i prezzi dei pedaggi, non propriamente economici: una vettura di media potenza, per percorrere il tratto Firenze-Migliarino sola andata, pagava un pedaggio di 78 lire. I bilanci della società che gestiva l'autostrada conobbero pertanto all'inizio periodi bui e fu necessario un intervento del Duce in persona per evitare peggiori conseguenze amministrative e gestionali, dati anche i nomi degli illustri notabili fascisti legati alla via di comunicazione. Nel 1939, ultimo anno di pace e che vide il massimo afflusso di mezzi, la Firenze-Mare fu percorsa mediamente da soli 1145 mezzi giornalieri, ovviamente con forti oscillazioni tra i mesi invernali e quelli estivi.
Nonostante questo si può oggi affermare che l'Autostrada Firenze - Mare fu opera altamente innovativa; essa fu la prima e per ora l'unica grande infrastruttura regionale realizzata collegando gli sviluppati bacini posti a Sud dell'Appennino (direttrice Firenze - Prato - Pistoia - Montecatini - Lucca - Pisa o Lucca - Viareggio). Durante l'epoca granducale infatti, in considerazione del fatto che Lucca non faceva parte della Toscana, la direttrice principale era quella Firenze - Empoli - Pontedera - Pisa - Livorno. Ancor oggi la principale linea ferroviaria passa per il Valdarno. Dopo la seconda guerra mondiale questa autostrada consentì il grande sviluppo del turismo in Versilia.

## Tabella percorso
| FIRENZE - PISA NORD Autostrada Firenze Mare |                                                        |      |      |      |                |
| Tipo                                        | Indicazione                                            | ↓km↓ | ↑km↑ | Area | Strada europea |
|                                             | Firenze Ovest - Peretola Aeroporto di Firenze-Peretola | 0,0  | 81,7 | FI   |                |
|                                             | Sesto Fiorentino                                       | 2,0  | 79,2 | FI   |                |
|                                             | Area di servizio "Peretola"                            | 3,0  | 78,2 | FI   |                |
|                                             | Barriera Firenze Ovest                                 | 4,2  | 77,0 | FI   |                |
|                                             | Area di servizio "Firenze Nord"                        | 4,6  | 76,6 | FI   |                |
|                                             | Bologna - Roma                                         | 4,9  | 76,3 | FI   |                |
|                                             | Prato Est                                              | 9,0  | 72,2 | PO   |                |
|                                             | Prato Ovest                                            | 16,8 | 64,4 | PO   |                |
|                                             | Pistoia                                                | 27,4 | 53,8 | PT   |                |
|                                             | Area di servizio "Serravalle"                          | 35,5 | 45,7 | PT   |                |
|                                             | Montecatini Terme                                      | 39,0 | 42,2 | PT   |                |
|                                             | Chiesina Uzzanese                                      | 46,4 | 34,8 | PT   |                |
|                                             | Area di parcheggio "Sibolla"                           | 47,9 | 33,3 | LU   |                |
|                                             | Altopascio                                             | 49,3 | 31,9 | LU   |                |
|                                             | Capannori                                              | 57,2 | 24,0 | LU   |                |
|                                             | Lucca Est                                              | 63,5 | 17,7 | LU   |                |
|                                             | Lucca Ovest Viareggio Genova                           | 66,0 | 15,2 | LU   |                |
|                                             | Area di servizio "Migliarino"                          | 79,1 | 2,1  | PI   |                |
|                                             | Genova - Cecina Pisa G. Galilei                        | 80,7 | 0,5  | PI   |                |
|                                             | Barriera Pisa Nord                                     | 81,0 | 0,2  | PI   |                |
|                                             | Pisa Nord Via Aurelia                                  | 81,7 | 0,0  | PI   |                |

## Bretella A11/A12
Il raccordo A11/A12 è un breve tratto autostradale di 18 chilometri, senza corsia d'emergenza; aperto al traffico nel 1973, che permette un più rapido percorso nella direttrice fra Firenze e Genova. L'autostrada possiede solo l'uscita intermedia di Massarosa ed è una delle più costose in Italia contando i suoi €3,40 per 18 km. La galleria più lunga è quella del Monte Quiesa (1244m) e il viadotto più lungo è il Montramito (2066m). È presente una sola area di servizio in direzione Viareggio ed è quella del Monte Quiesa Nord. Nel 2007 è stato inaugurato il nuovo assetto dell'intersezione tra la bretella e l'autostrada A12, eliminando le barriere di Lucca Ovest e Viareggio; in questo modo è possibile percorrere le autostrade senza fermarsi.
Tale tratto è gestito dalla Società Autostrada Ligure Toscana del gruppo ASTM.

## Obblighi
Sono obbligatorie le dotazioni invernali dal 15 novembre al 15 aprile su tutta la tratta.

## Progetti futuri

### Terza corsia
Da tempo è aperto il confronto sia tra i vertici di Autostrade per l'Italia (concessionario) sia da parte degli enti locali interessati (comuni, province di Firenze, di Prato e Pistoia e Regione Toscana) per la realizzazione di una terza corsia per senso di marcia dall'inizio dell'autostrada a Firenze Peretola fino al casello autostradale di Pistoia, passando quindi per l'uscita di Sesto Fiorentino (nel tratto aperto di Firenze), l'innesto A11/A1 di Firenze Nord e i caselli di Prato Est e Prato Ovest.

### Casello di Campi Bisenzio
Più volte è stata lanciata la proposta di realizzare nel tratto compreso fra l'innesto con l'A1 di Firenze Nord e Prato Est un nuovo casello autostradale nel comune di Campi Bisenzio.

## Curiosità
L'autostrada A11, inizialmente a una carreggiata, fu predisposta per attraversare nei pressi della città di Lucca l'opera ottocentesca dell'Acquedotto Nottolini. Per questa operazione fu rimossa una colonna modificando la struttura di una arcata per mantenere la funzionalità del trasporto dell'acqua. Quando furono realizzate le opere di ampliamento della carreggiata negli anni sessanta, furono abbattute altre cinque arcate, tagliando in modo definitivo l'acquedotto non più utilizzato.

## Avvenimenti storici
Il 15 giugno 1935 Tazio Nuvolari tenta di battere (nel tratto del rettilineo di 8 km presso Altopascio), due primati mondiali di velocità utilizzando l'Alfa Romeo 16C Bimotore, creata da Enzo Ferrari per resistere alle competitive Mercedes e Auto Union.
La giornata scelta per il tentativo è poco felice poiché tira un forte vento, Nuvolari però prova ugualmente e parte. Mentre la macchina viaggia a circa 320 km/h, viene investita lateralmente da una forte raffica di vento che causa una brusca sbandata di oltre 200 metri. Il mantovano riesce comunque con freddezza a controllare l'auto dimostrando sensibilità al volante nonostante l'auto pesasse 1300 kg e fosse già molto difficile da controllare a 150 km/h.
A dispetto dell'imprevisto Tazio prosegue, neutralizzando un'altra analoga sbandata poco dopo e stabilisce due primati: percorre in 11 secondi il chilometro lanciato alla media di 321,420 km/h e in 17 secondi il miglio lanciato con media di 323,125 km/h (con una punta, nell'ultimo tratto percorso, di oltre 360 km/h). "Non avevo mai affrontato un pericolo così tremendo, nemmeno il giorno in cui presi fuoco a Pau" dichiarerà anni dopo ricordando l'episodio.